# Solveig Nordlund
Solveig Nordlund (Estocolmo, 9 de junho de 1943) é uma cineasta sueca, naturalizada portuguesa.

## Biografia
Tirou um bacharelato em História da Arte na Universidade de Estocolmo. Em 1962 conhece Alberto Seixas Santos e o seu interesse pelo cinema acentua-se. Mas só a partir de 1970 esse interesse se profissionalizará. É assistente em vários filmes: Quem Espera por Sapatos de Defunto Morre Descalço, de João César Monteiro (1969-1970), O Recado, de José Fonseca e Costa (1970-1971), Pedro Só, de Alfredo Tropa (1970-1971), Fragmentos de Um Filme-Esmola, de João César Monteiro (1972). Com Brandos Costumes, de Alberto Seixas Santos (1973-1974), o seu nome começa a surgir nos genéricos como montadora. Nesse cargo, assina também filmes de Manoel de Oliveira, João Botelho, Alberto Seixas Santos, Thomas Harlan e em documentários políticos.
Em 1973-1974, é bolseira da Fundação Calouste Gulbenkian, faz estágios de cinema em Paris, sob orientação, entre outros, de Jean Rouch. Em 1974 está na Cinequipa e em 1975 na Cinequanon, onde trabalha nas séries televisivas então em curso, como montadora. Fundadora do Grupo Zero, participa em vários filmes colectivos entre os quais A Lei da Terra (1976). Em 1978, estreia-se na ficção com Nem Pássaro Nem Peixe.
Realizou em colaboração com o Teatro da Cornucópia vários filmes sobre peças de teatro de Franz Xaver Kroetz (Música Para Si, Viagem Para a Felicidade, ambos de 1978 e Outras Perspectivas de 1980) ou Karl Valentin (E Não se Pode Exterminá-lo? - 1979). A sua primeira longa-metragem foi Dina e Django (1983) a que se seguiram Até Amanhã, Mário (1994), Comédia Infantil (1998), Aparelho Voador a Baixa Altitude (2002) e A Filha (2003). É também realizadora de curtas metragens e de documentários sobre escritores como Marguerite Duras, J. G. Ballard ou António Lobo Antunes. Fundou a sociedade Ambar Filmes. Em 2009, realizou O Espelho Lento, uma curta-metragem baseada num conto de Richard Zimler.
Estreou-se na direcção teatral em 1998 com A Noite é Mãe do Dia, de Lars Norén para o Centro Cultural de Belém e Centro Cultural da Malaposta, colaborando actualmente com a Artistas Unidos, onde encenou Vai Vir Alguém e Sonho de Outono de Jon Fosse, Traições e Há Tanto Tempo de Harold Pinter.

## Filmografia

### Como realizadora
- Conversas no Cabeleireiro, sobre Sofia Areal, Purificação Araujo, Leonor Keil, Isabel do Carmo e Ana Bacalhau (2013)[3]
- O Espelho Lento (2009)
- Amanhã (2003)
- A Filha (2003)
- Aparelho Voador a Baixa Altitude (2002)
- Spärrvakten (1999)
- Uma Voz na Noite (1998)
- Comédia Infantil (1998)
- António Lobo Antunes (1997)
- I morgon, Mario (Até amanhã, Mário) (1994)
- Bergtagen (1994)
- Vad hände katten i råttans år? (1985)
- Dina e Django (1983)
- Música Para Si (1979)
- Nem Pássaro Nem Peixe (1978)
- A Lei da Terra (1977) - colectivo do Grupo Zero

### Como montadora (principais trabalhos)
- I morgon, Mario (Até amanhã, Mário) (1994)
- A Casa de Bebel, de Jonas Cornell, série para a TV sueca (1981)
- Passagem ou a Meio Caminho, de Jorge Silva Melo (1980)
- Alexandre e Rosa, CM de João Botelho e Jorge Alves da Silva (1977-1978)
- Amor de Perdição, de Manoel de Oliveira (1976-1978)
- A Lei da Terra, colectivo Grupo Zero (1976)
- Moçambique – Um Programa Comemorativo da Independência, MM (1975)
- Um Jornal Regional em Autogestão – “O Setubalense”, CM de Amílcar Lyra (1975)
- Greve na Construção Civil, CM colectiva da Cinequanon (1975)
- Desapareceu, série de TV, da Cinequipa (1974)
- Brandos Costumes, de Alberto Seixas Santos (1973-1974)